# Barcita amplificata
Barcita amplificata là một loài bướm đêm trong họ Noctuidae.